# Oberfinanzdirektion Baden-Württemberg

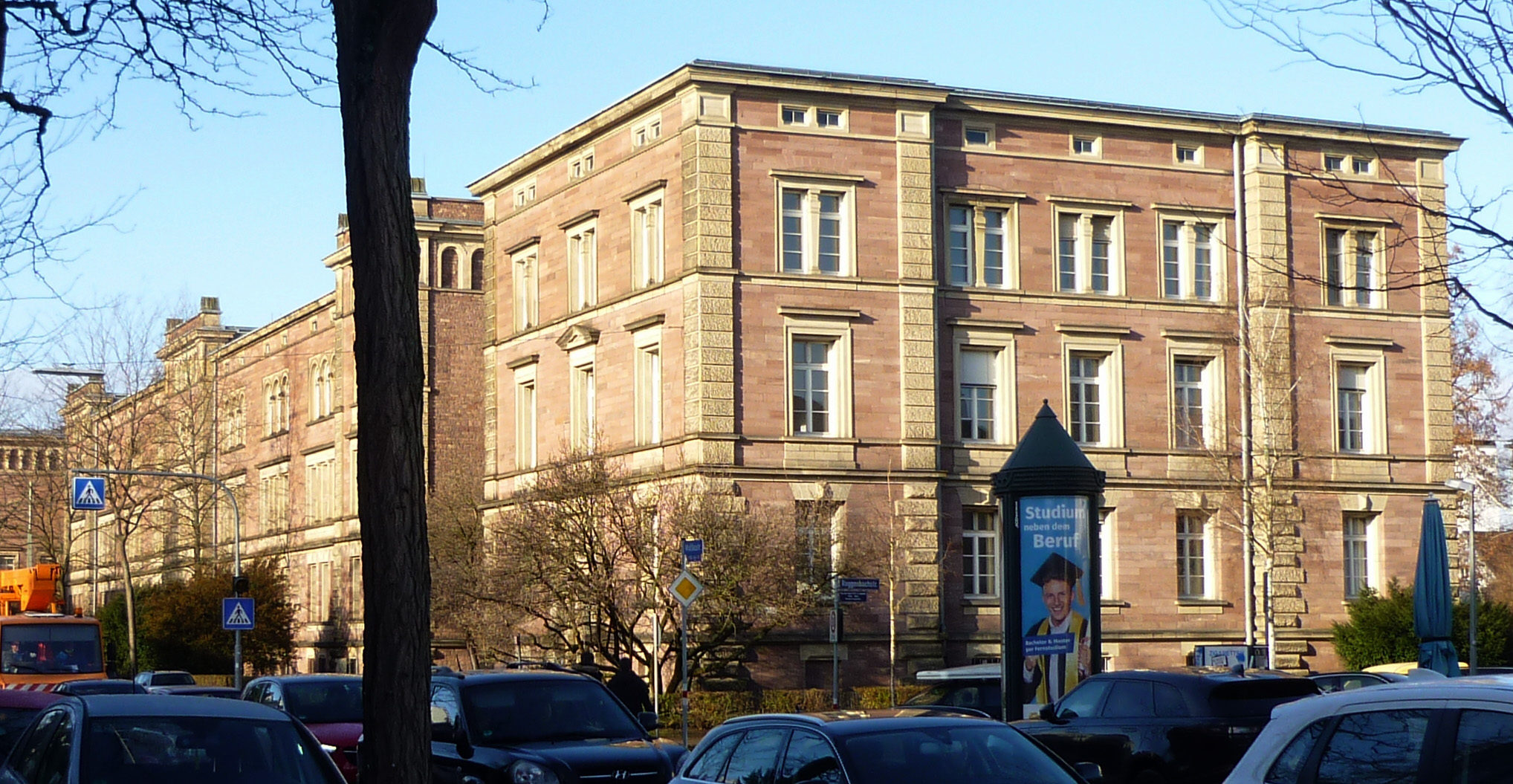
Sitz der Oberfinanzdirektion in der früheren Kadettenanstalt in der Karlsruher Moltkestraße

Die Oberfinanzdirektion Baden-Württemberg (OFD; bis 2025 Oberfinanzdirektion Karlsruhe) ist eine Landesmittelbehörde und die Oberfinanzdirektion des Landes Baden-Württemberg.

## Geschichte und Aufgaben
Die OFD Karlsruhe entstand mit Gründung der „Steuerdirektion“ des Großherzogtums Baden am 1. Juni 1826. Bis 1998 gab es in Freiburg, Stuttgart und Karlsruhe drei Oberfinanzdirektionen in Baden-Württemberg. Zum 1. Juli 1998 erfolgte die Eingliederung der OFD Freiburg in die OFD Karlsruhe. Am 1. Januar 2005 erfolgte die Fusion mit der OFD Stuttgart zur heutigen OFD Karlsruhe als einzige Mittelbehörde der Steuerverwaltung Baden-Württemberg. Seit dem 1. Januar 2008 ist die OFD Karlsruhe reine Landesbehörde. Am 15. Oktober 2024 wurde mit einem Organisationserlass des Finanzministeriums zum 1. Januar 2025 die Umbenennung der Oberfinanzdirektion Karlsruhe in Oberfinanzdirektion Baden-Württemberg beschlossen.
Sie übt die Dienst- und Fachaufsicht über 65 Finanzämter (Liste der Finanzämter in Baden-Württemberg) sowie sechs Staatliche Hochbauämter aus und untersteht dabei selbst der Aufsicht des Ministeriums für Finanzen Baden-Württemberg. Hauptsitz ist in Karlsruhe.
Bei der Oberfinanzdirektion Baden-Württemberg arbeiten ca. 1.550 Beschäftigte.

## Organisation
Die Oberfinanzdirektion wird als Landesmittelbehörde durch den Oberfinanzpräsidenten nach innen geleitet und nach außen vertreten. Sie gliedert sich in folgende Abteilungen:
- Abteilung OPH (Organisation, Personal, Haushalt)
- Abteilung Steuern
- EDV-Abteilung (Landeszentrum für Datenverarbeitung)
- Abteilung Bundesbau Betriebsleitung

## Oberfinanzpräsidenten
- 1947–1950: Otto Nikolaus
- 1968–1974: Gerhard Voss
- 1974–: Leo Hübl
- 1978–1994: Dietrich Meyding
- 2000–2006: Manfred Walz
- 2006–2020: Andrea Heck
- 2020–2023: Hans-Joachim Stephan
- seit 2023: Bernd Kraft[3]